# تردستی (فیلم ۱۹۸۳)
«تردستی» (هلندی: De illusionist) یک فیلم است که در سال ۱۹۸۳ منتشر شد.